# Полане при Жужемберку
Полане при Жужемберку (на словенски: Poljane pri Žužemberku) е село в Словения, регион Югоизточна Словения, община Жужемберк. Според Националната статистическа служба на Република Словения през 2015 г. селото има 29 жители.